# Den gröna milen (roman)
Den gröna milen (originaltitel "The Green Mile") är en serienovell skriven av Stephen King, utgiven år 1996. Den publicerades ursprungligen i sex delar som lågprispocket men gavs senare även ut som en volym. En svensk översättning gavs ut 1997. 1999 filmatiserades historien som Den gröna milen. Historien är ett exempel på magisk realism.

## Handling
Historien består av en ramhandling där Paul Edgecomb berättar för sin väninna Elaine om händelser på 1930-talet på delstatsfängelset Cold Mountain, där Paul tidigare varit fångvaktare. När Paul berättar historien är han över 100 år gammal och bor på ett ålderdomshem.
Paul Edgecomb berättar om sin tid som chef på enhet E på Cold-Mountain-fängelset. Han och hans fyra kollegor är väktare för de fångar som är dömda till döden. En av kollegorna, Percy Wetmore, är sadistisk och illa omtyckt, men kommer undan med sitt beteende på grund av sitt släktskap med guvernörens fru. Fångarna på enhet E avrättas med hjälp av elektriska stolen, "Old Sparky". Efter att en storväxt svart fånge, den två meter långe John Coffey, anländer till fängelset sker många mystiska händelser. Coffey är dömd till dödsstraff på grund av att han ska ha våldtagit och dödat två nioåriga flickor. Men trots detta visar han sig vara den mildaste och fridfullaste fången på enheten, och som dessutom kan bota sjukdomar.
Det finns två andra fångar på enheten, dels Eduard Delacroix och dels den elake och grymme Wharton. Wharton har en tatuering på armen som lyder "Billy the Kid". Ett av de mysterier som inträffar är att John Coffery återupplivar en mus som Wetmore har trampat ihjäl. Ett annat är att han läker Paul Edgecombs besvärliga urinvägsinfektion. Till slut är alla utom Percy Wetmore övertygade om att John Coffey inte har dödat flickorna, utan att han fanns på brottsplatsen för att han ville utnyttja sin gåva och rädda dem. Det han beklagade när han blev tagen var inte att ha dödat flickorna utan att det var för sent att rädda dem. Wetmore arbetar egentligen bara på enheten för att få vara med om en avrättning och helst leda den. Därför går Paul med på att anförtro Wetmore att leda avrättningen av Eduard Delacroix, som är den som Wetmore hatade mest, huvudsakligen för att han hade skrattat åt Percy när han hade kissat på sig av rädsla för en annan fånge.
En av de viktigaste uppgifterna för Wetmore under avrättningen är att blöta en svamp som ska höja den elektriska ledningsförmågan för att underlätta avrättningen. Det gör han inte, vilket leder till att Delacroixs död blir utdragen och plågsam. Efter avrättningen skulle Wetmore byta arbetsplats eftersom de andra väktarna hade avpressat honom löftet att försvinna från enhet E. En annan roll spelar fängelsedirektören, Hal Moores, och hans hustru Melinda Moores. Melinda lider av en hjärntumör och Paul och hans trogna kollegor försöker att rädda henne med hjälp av John Coffey.
Räddningen av Melinda lyckas, men John är illa medfaren efter denna insats. Han använder sina sista krafter för att istället ge Percy Wetmore sjukdomen. Wetmore blir i samband med detta vansinnig och skjuter ihjäl Wharton. Senare får vi veta att det var Wharton som var den som har mördat de två flickor som John Coffey oskyldig blivit dömd för att ha dödat. Innan John blir avrättad hinner han till Paul förmedla ett intryck av hur det verkligen gick till när flickorna mördades.

## Volymer
1. De två döda flickorna
2. Musen på milen
3. Coffeys händer
4. Eduard Delacroix onda död
5. Resa i natten
6. Coffey på milen